# Eglfing
Eglfing település Németországban, azon belül Bajorországban. Lakosainak száma 1141 fő (2023. december 31.).

## Népesség
A település népessége az elmúlt években az alábbi módon változott:
| Lakosok száma | 361  | 673  | 622  | 726  | 994  | 1036 | 1049 | 1040 | 1102 | 1141 |
|               | 1875 | 1950 | 1975 | 1987 | 2012 | 2014 | 2016 | 2017 | 2021 | 2023 |